# Joutseno
Joutseno este o fostă comună din Finlanda.